# Trinidad e Tobago nos Jogos Olímpicos de Verão de 2004
Trinidad e Tobago competiu nos Jogos Olímpicos de Verão de 2004, em Atenas, na Grécia.

## Medalhistas
| Atleta        | Esporte | Evento                | Medalha |
| ------------- | ------- | --------------------- | ------- |
| George Bovell | Natação | 200m medley masculino | Bronze  |

## Desempenho

### Atletismo
Masculino
| Atletas                                                | Evento        | Preliminares | Preliminares | Quartas     | Quartas     | Semifinal   | Semifinal   | Final       | Final       |
| Atletas                                                | Evento        | Marca        | Posição      | Marca       | Posição     | Marca       | Posição     | Marca       | Posição     |
| ------------------------------------------------------ | ------------- | ------------ | ------------ | ----------- | ----------- | ----------- | ----------- | ----------- | ----------- |
| Nicconnor Alexander                                    | 100 metros    | 10s22        | 18º          | 10s48       | 39º         | Não avançou | Não avançou | Não avançou | Não avançou |
| Ato Boldon                                             | 100 metros    | 10s41        | 44º          | Não avançou | Não avançou | Não avançou | Não avançou | Não avançou | Não avançou |
| Marc Burns                                             | 100 metros    | DSQ          | DSQ          | Não avançou | Não avançou | Não avançou | Não avançou | Não avançou | Não avançou |
| Ato Modibo                                             | 400 metros    | 46s29        | 36º          |             |             | Não avançou | Não avançou | Não avançou | Não avançou |
| Sherridan Kirk                                         | 800 metros    | 1m48s12      | 51º          |             |             | Não avançou | Não avançou | Não avançou | Não avançou |
| Nicconnor Alexander Marc Burns Ato Boldon Darrel Brown | 4x100m metros | 38s53 (NR)   | 5º           |             |             |             |             | 38s60       | 7º          |
| Le Juan Simon                                          | Salto triplo  | 16,16m       | 36º          |             |             |             |             | Não avançou | Não avançou |

Feminino
| Atletas                                                      | Evento               | Preliminares | Preliminares | Quartas | Quartas | Semifinal   | Semifinal   | Final       | Final       |
| Atletas                                                      | Evento               | Marca        | Posição      | Marca   | Posição | Marca       | Posição     | Marca       | Posição     |
| ------------------------------------------------------------ | -------------------- | ------------ | ------------ | ------- | ------- | ----------- | ----------- | ----------- | ----------- |
| Fana Ashby                                                   | 100 metros           | 10s43        | 30º          | 11s54   | 28º     | Não avançou | Não avançou | Não avançou | Não avançou |
| Ayanna Hutchinson Wanda Hutson Fana Ashby Kelly-Ann Baptiste | 4x100m metros        | DNF          | DNF          |         |         |             |             | Não avançou | Não avançou |
| Cleopatra Borel                                              | Arremesso de peso    | 18s90 (NR)   | 3º           |         |         |             |             | 18s35       | 10º         |
| Candice Scott                                                | Arremesso de martelo | 68s27        | 12º          |         |         |             |             | 69s94 (NR)  | 9º          |
| Marsha Mark-Baird                                            | Heptatlo             |              |              |         |         |             |             | 5962 pts    | 25º         |

### Natação
Masculino
| Atleta(s)     | Evento      | Eliminatórias | Eliminatórias | Semifinal   | Semifinal   | Final       | Final             |
| Atleta(s)     | Evento      | Tempo         | Posição       | Tempo       | Posição     | Tempo       | Posição           |
| ------------- | ----------- | ------------- | ------------- | ----------- | ----------- | ----------- | ----------------- |
| George Bovell | 50m livre   | DNS           | DNS           | Não avançou | Não avançou | Não avançou | Não avançou       |
| George Bovell | 100m livre  | 49s61         | 12º           | 49s53       | 11º         | Não avançou | Não avançou       |
| George Bovell | 200m livre  | 1m49s48       | 12º           | 1m49s59     | 11º         | Não avançou | Não avançou       |
| George Bovell | 200m medley | 2m00s65       | 3º            | 2m00s31     | 5º          | 1m58s80     | Medalha de bronze |

Feminino
| Atleta(s)         | Evento     | Eliminatórias | Eliminatórias | Semifinal   | Semifinal   | Final       | Final       |
| Atleta(s)         | Evento     | Tempo         | Posição       | Tempo       | Posição     | Tempo       | Posição     |
| ----------------- | ---------- | ------------- | ------------- | ----------- | ----------- | ----------- | ----------- |
| Sharntelle McLean | 50m livre  | 26s86         | 38º           | Não avançou | Não avançou | Não avançou | Não avançou |
| Linda McEachrane  | 100m livre | 58s92         | 42º           | Não avançou | Não avançou | Não avançou | Não avançou |

### Taekwondo
Masculino
| Atleta         | Evento | Preliminar             | Quartas                | Semifinais             | Repescagem             | Final                  | Posição     |
| Atleta         | Evento | Adversário e resultado | Adversário e resultado | Adversário e resultado | Adversário e resultado | Adversário e resultado | Posição     |
| -------------- | ------ | ---------------------- | ---------------------- | ---------------------- | ---------------------- | ---------------------- | ----------- |
| Chinedum Osuji | -80kg  | AZE R. Ahmadov D 3-10  | Não avançou            | Não avançou            | Não avançou            | Não avançou            | Não avançou |

### Tiro
Masculino
| Atleta       | Evento             | Qualificação | Qualificação | Final       | Final       | Posição |
| Atleta       | Evento             | Placar       | Posição      | Placar      | Total       | Posição |
| ------------ | ------------------ | ------------ | ------------ | ----------- | ----------- | ------- |
| Roger Daniel | Pistola de ar 10 m | 545          | 33º          | Não avançou | Não avançou | 33º     |
| Roger Daniel | Pistola livre 50 m | 574          | 27º          | Não avançou | Não avançou | 27º     |